# Urs Küry
Urs Küry (* 6. Mai 1901 in Luzern; † 3. November 1976 in Basel) war Sohn von Adolf Küry und als dessen Nachfolger 1955 bis 1972 christkatholischer Bischof der Schweiz.

## Leben
Wie sein Vater besuchte auch Urs das Gymnasium in Basel und die Universität Bern zum Studium der altkatholischen Theologie. Nach einem Jahr an der Sorbonne (1929 Dr. phil.) empfing Küry 1924 die Priesterweihe und wirkte danach als Vikar in Basel, 1928 als Pfarrer in Genf, 1930–1938 als Pfarrer in der Elisabethengemeinde Zürich und 1938–1955 als Pfarrer in Olten.
1955 wurde Küry als Nachfolger seines Vaters Adolf Küry zum dritten Bischof der Christkatholischen Kirche der Schweiz gewählt. Die Bischofsweihe spendete ihm der Erzbischof von Utrecht Andreas Rinkel. In dieser Funktion war er Sekretär der Internationalen Altkatholischen Bischofskonferenz der Utrechter Union und von 1938 bis 1957 Sekretär der Internationalen Altkatholikenkongresse. An der Universität Bern wirkte er als Professor an der christkatholisch-theologischen Fakultät für systematische Theologie und für Pastoraltheologie. Auf internationaler Bühne war er Mitbegründer der seit 1950 tagenden Internationalen Altkatholischen Theologenkonferenzen und 1948 Delegierter für seine Kirche an der Gründungsversammlung des Ökumenischen Rats der Kirchen in Amsterdam. Zusammen mit dem Erzbischof von Utrecht Andreas Rinkel förderte er die ökumenische Ausrichtung des Altkatholizismus. 1972 trat er vom Bischofsamt zurück.

## Werke
- Von der Katholizität der Kirche. In: Una Sancta 22 (1967) 291–304.
- Kirchengeschichte und Kleine Unterscheidungslehre für den christkatholischen Unterricht. Christkatholischer Schriftenverlag, Allschwil 1968.
- Hirtenbriefe. Mit einem Lebensbild von Bischof Dr. Urs Küry, verfasst von Pfr. Dr. Hans A. Frei. Allschwil 1978.
- Die Altkatholische Kirche. Ihre Geschichte, ihre Lehre, ihr Anliegen (= Die Kirchen der Welt, Band 3). 3. Auflage 1982, ISBN 3-7715-0190-3.